# تيسركات (مزكيطة)
تيسركات هي إحدى مشيخات المملكة المغربية، تتبع جغرافيا لإقليم زاكورة وإداريًا لمزكيطة. يقدر عدد سكانها بـ 10907 نسمة حسب الإحصاء الرسمي للسكان والسكنى لسنة 2004.